# Riccardo Chailly
Riccardo Chailly (Milano, 20 febbraio 1953) è un direttore d'orchestra italiano, dal 2015 direttore musicale del teatro alla Scala di Milano.

## Biografia
Nato a Milano in una famiglia di musicisti (è figlio del compositore Luciano Chailly e fratello maggiore dell'arpista e compositrice Cecilia Chailly), ha studiato nei conservatori di Perugia, Roma e Milano. In seguito ha studiato direzione d'orchestra con Franco Ferrara a Siena. Nel 1974 ha sposato la violinista argentina Anahi Carfi e successivamente Gabriella Terragni e ha una figlia di nome Luana.
All'età di vent'anni diventa assistente di Claudio Abbado al Teatro alla Scala di Milano.
Nel 1974 esordisce come direttore d'orchestra con Madama Butterfly a Chicago.
Nel 1977 dirige la ripresa nel Teatro Regio di Parma di Simon Boccanegra di Giuseppe Verdi con Leo Nucci.
Alla Scala ha esordito come direttore d'orchestra nel 1978 nella ripresa dei Masnadieri.
In poco tempo ha diretto nei più prestigiosi teatri lirici del mondo, quali: Staatsoper di Vienna, Metropolitan Opera di New York, the Royal Opera House di Londra, Covent Garden di Londra, al Festival di Salisburgo, all'Opera di Zurigo e al Bavarian State Opera di Monaco di Baviera.
Ha diretto numerosissime orchestre sinfoniche, tra le quali i Berliner Philharmoniker, i Wiener Philharmoniker, l'Orchestra del Gewandhaus di Lipsia, la London Symphony Orchestra, la New York Philharmonic Orchestra, l'Orchestra di Cleveland, la Philadelphia Orchestra, la Chicago Symphony Orchestra e l'Orchestre de Paris.
Dal 2015 sostituisce Daniel Barenboim nel ruolo di direttore musicale al Teatro alla Scala e Claudio Abbado al festival di Lucerna.

## Discografia
Ha un contratto in esclusiva con la casa discografica Decca e tra le sue registrazioni spiccano i cicli delle sinfonie di Gustav Mahler e Anton Bruckner e l'opera omnia di Edgard Varèse. Più recentemente ha inciso musiche di Felix Mendelssohn, Johannes Brahms e le sinfonie di Robert Schumann nella trascrizione di Gustav Mahler.
A fine 2011 è stata pubblicata l'integrale delle sinfonie di Beethoven con l'orchestra Gewandhaus di Lipsia, che ha avuto numerosi riconoscimenti da parte della critica specializzata per l'approccio rivoluzionario nella scelta dei tempi e la forza espressiva dell'esecuzione. Il nuovo ciclo sinfonico beethoveniano nell'ottobre 2011 si piazza al n. 48 della classifica Top 100 dei CD pop più venduti in Italia: è la prima volta che un cofanetto classico da 5 CD entra in questa graduatoria. In UK il ciclo sinfonico si è attestato al primo posto della classifica classica.
Nel novembre 2011 i concerti per clavicembalo BWV 1052-1056 di Johann Sebastian Bach con Ramin Bahrami hanno raggiunto il 17º posto nella classifica pop dopo 2 settimane dalla pubblicazione e hanno totalizzato 9 settimane consecutive di presenza e oltre 10 000 copie solo in Italia: un record assoluto per una registrazione bachiana e un caso rarissimo per un CD classico.
Nel dicembre 2012 il maestro alla direzione dell'Orchestra Filarmonica della Scala, con Viva Verdi Ouvertures e Preludi, entra alla 52ª posizione della classifica POP. Nel gennaio 2013 l'album è stato presente per la quarta settimana consecutiva nella classifica POP e nell'aprile 2013 ha raggiunto il 51º posto.
Secondo i dati di GfK il disco ha dominato i primi nove mesi dell'anno nella musica classica italiana.

### CD parziale
- Bach, Conc. brand. n. 1-6 (Live, Lipsia, 22-23.11.2007) - Chailly/Gewandhausorchester Leipzig, Decca
- Bach, Conc. per clvc. BWV 1052-1056 + Bonus cd con registrazioni live (Deluxe Edition) - Bahrami/Chailly/Gewandhausorchester Leipzig, 2010 Decca
- Bach, Oratorio di Natale (Live, Gewandhaus Lipsia, gennaio 2010) - Chailly/Gewandhausorchester Leipzig/Coro Camera Dresda, 2010 Decca
- Bach, Passione Matteo - Chailly/Gewandhausorchester Leipzig, 2009 Decca
- Bartók: Concerto for Orchestra, Miraculous Mandarin - Riccardo Chailly/Royal Concertgebouw Orchestra, 2001 Decca
- Beethoven, Conc. pf. n. 1-5/Fantasia corale op. 80 - de Larrocha/Chailly/RSO Berlin, 1986 Decca
- Beethoven, Conc. pf. n. 5 'Imperatore'/Son. pf. n. 32 op. 111 - Freire/Chailly/GOL, 2014 Decca
- Beethoven, Messa in Do maggiore op. 86/Mare quieto e viaggio felice op. 112 - Chailly/RSO Berlin, 1987 Decca
- Beethoven, Sinf. n. 1-9/Ouvertures - Chailly/Gewandhausorchester Leipzig (live), 2011 Decca
- Beethoven, Sinf. n. 1, 2/Creature di Prometeo/Leonora n. 3 - Chailly/Gewandhaus Orch. Lipsia (live), 2011 Decca
- Beethoven, Sinf. n. 3, 4/Fidelio Ouverture - Chailly/Gewandhaus Orch. Lipsia (live), 2011 Decca
- Beethoven, Sinf. n. 5, 6/Coriolano (Ouverture) - Chailly/Gewandhaus Orch. Lipsia (live), 2011 Decca
- Beethoven, Sinf. n. 7, 8/Rovine d'Atene/Egmont (Ouverture) - Chailly/Gewandhaus Orch. Lipsia (live), 2011 Decca
- Beethoven, Sinf. n. 9/Per l'onomastico/Re Stefano - Chailly/Gewandhaus Orch. Lipsia (live), 2011 Decca
- Berio, A portrait - Chailly/D'Orazio/Bacchetti, 2004 Decca
- Berio: Formazioni, Folk Songs, Sinfonia - Riccardo Chailly/Royal Concertgebouw Orchestra, 1990 Decca
- Brahms, Conc. per vl./Conc. per vl. e vlc. - Repin/Mork/Chailly/Gtewandhaus Orch. Lipsia, 2008 Deutsche Grammophon
- Brahms, Seren. n. 1-2 - Chailly/GOL, 2014 Decca
- Brahms, Sinf. n. 1-4 - Chailly/Gewandhaus Orch. Lipsia, 1987/1991 Decca
- Brahms, Sinf. n. 1-4/Ouvertures/Var. Haydn/Fantasie op. 116/Intermezzi op. 117 - Chailly/GOL, 2012/2013 Decca
- Brahms: Violin Concerto, Hungarian Dances - Bartók: Rhapsodies - Leonidas Kavakos/Gewandhausorchester Leipzig/Riccardo Chailly/Peter Nagy, 2013 Decca
- Brahms, The Piano Concertos - Gewandhausorchester Leipzig/Nelson Freire/Riccardo Chailly, 2006 Decca
- Bruckner, Sinf. n. 0-9 - Chailly/CGO/DSO Berlin, 1984/1999 Decca
- Bruckner, Symphony No. 8 - Riccardo Chailly/Royal Concertgebouw Orchestra, 2002 Decca
- Buzzolla/Bazzini/Pedrotti/Cagnoni/Ricci/Nini/Boucheron/Coccia/Gaspari/Platania/Rossi/Mabellini/Verdi, Messa per Rossini - Maria José Siri/Veronica Simeoni/Giorgio Berrugi/Simone Piazzola/Riccardo Zanellato/Riccardo Chailly/Orchestra del Teatro alla Scala di Milano, 2017 Decca
- Ciaikovsky Rachmaninov - Conc. pf. n. 1/Conc. pf. n. 3 - Argerich/Kondrashin/Chailly, 1980/1982 Philips
- Ciaikovsky, Manfred Symphony - Riccardo Chailly/Royal Concertgebouw Orchestra, 1988 Decca
- Dvorak: Symphony No. 9 "New World" - Carnival Overture - Riccardo Chailly/Royal Concertgebouw Orchestra, 1988 Decca
- Gershwin, Rhapsody in Blue & An American in Paris & Cuban Overture & Lullaby - Cleveland Orchestra/Katia Labèque/Marielle Labèque/Riccardo Chailly, 1987 Decca
- Gershwin, Rapsodia in blu/Conc. in fa/Catfish Row/Rialto Ripples - Bollani/Chailly/Gewandhaus Orch. Lipsia (Deluxe ed.), 2010 Decca
- Giordano, Andrea Chénier - Luciano Pavarotti/Montserrat Caballé/National Philharmonic Orchestra/Riccardo Chailly, 1984 Decca
- Hindemith, Kammermusik - Chailly/CGO, 1992 Decca
- Leoncavallo, Pagliacci - Chailly/Cura/Frittoli, 1999 Decca
- Liszt, Faust Symphony- Chailly/Royal Concertgebouw Orchestra, 1993 Decca
- Mahler, Klagende Lied e altri Song Cycles - Chailly/Dunn/Fassbaender/Baur, 1989 Decca
- Mahler, Sinf. n. 1-10 - Chailly/CGO/Berlin RSO, 1986/2004 Decca
- Mahler, Symphony No. 1 - Riccardo Chailly/Royal Concertgebouw Orchestra, 1996 Decca
- Mahler, Symphony No. 2 "Resurrection" & Totenfeier - Melanie Diener/Petra Lang/Prague Philharmonic Choir/Riccardo Chailly/Royal Concertgebouw Orchestra, 2002 Decca
- Mahler, Sinf. n. 3/Bach suite - Chailly/Lang/CGO, 2003 Decca
- Mahler, Symphony No. 5 - Riccardo Chailly/Royal Concertgebouw Orchestra, 1997 Decca
- Mahler, Sinf. n. 8 - Chailly/CGO/Eaglen/Heppner, 2000 Decca
- Mahler, Symphony No. 9 - Riccardo Chailly/Royal Concertgebouw Orchestra, 2004 Decca
- Mahler, Symphony No. 10 - Radio-Symphonie-Orchester Berlin/Riccardo Chailly, 1988 Decca
- Mahler, Des Knaben Wunderhorn - Barbara Bonney/Gösta Winbergh/Matthias Goerne/Riccardo Chailly/Royal Concertgebouw Orchestra/Sara Fulgoni, 2002 Decca
- Mahler: Symphony No. 6 - Symphony No. 10 & Zemlinsky: Six Songs - Jard van Nes/Riccardo Chailly/Royal Concertgebouw Orchestra, 1995 Decca
- Massenet, Werther - Cologne Radio Symphony Orchestra/Plácido Domingo/Riccardo Chailly, 2006 Deutsche Grammophon
- Mendelssohn, Conc. per pf. n. 3/Sinf. n. 3 (vers.1842)/Ebridi (vers.1830) - Prosseda/Chailly/Gewandhaus Orch. Lipsia, 2009 Decca
- Mendelssohn, Sogno di una notte/Conc. per pf. n. 1 e 2/Ruy Blas vers. 1839 - Chailly/GOL/Ashkar, 2013 Decca
- Mendelssohn, Discoveries - Roberto Prosseda/Gewandhausorchester Leipzig/Riccardo Chailly, 2009 Decca
- Mendelssohn: Lobgesang, Op. 52 - Overture to "A Midsummer Night's Dream" - Anne Schwanewilms/Chor der Oper Leipzig/GewandhausChor/Gewandhausorchester Leipzig/Peter Seiffert/Petra-Maria Schnitzer/Riccardo Chailly, 2005 Decca
- Mendelssohn Bruch, Conc. per vl./Conc. per vl. n. 1/Romance viola - Jansen/Chailly/Gewandhaus Orch. Lipsia, 2006 Decca
- Mendelssohn: Symphony No. 4 - Brahms: Symphony No. 4 - Gewandhausorchester Leipzig/Riccardo Chailly, 2008 Decca
- Messiaen, Sinf. turangalila - Chailly/Royal CGO/Thibaudet, 1992 Decca
- Mosolov: Iron Foundry - Prokofiev: Symphony No.3 - Varèse: Arcana - Riccardo Chailly/Royal Concertgebouw Orchestra, 1994 Decca
- Mozart, Conc. pf. n. 8 & 9 - Tipo/Chailly, London Philharmonic Orchestra, 1983 Ricordi
- Mozart, Conc. pf. n. 20 & 21 - Tipo/Chailly, London Philharmonic Orchestra, 1983 Ricordi
- Orff, Carmina burana - Chailly/Greenberg/Bowman, 1983 Decca
- Prokoviev, Alexander Nevsky - Chailly/Cleveland Orchestra, 1984 Decca
- Puccini, Turandot - Chailly/Caballé/Pavarotti/Mitchell, 1977 Gala
- Puccini, Bohème - Chailly/Gheorghiu/Alagna/Scano, 1998 Decca
- Puccini, Manon Lescaut - Chailly/Carreras/Te Kanawa, 1987 Decca
- Puccini, Mus. per orch. - Chailly/RSO Berlin, 1982 Decca
- Puccini Discoveries - Orchestra Sinfonica di Milano Giuseppe Verdi/Riccardo Chailly, 2004 Decca
- Puccini Gala - Dame Joan Sutherland/Franco Corelli/Luciano Pavarotti/Riccardo Chailly, 1998 Decca
- Rachmaninov, Conc. per pf. n. 3 op.30 - Argerich/Chailly, 1982 Philips
- Ravel: Daphnis & Chloë - Debussy: Khamma - Jacques Zoon/Riccardo Chailly/Royal Concertgebouw Orchestra, 1995 Decca
- Rossini, Barbiere di Siviglia - Chailly/Horne/Nucci/Dara, 1982 CBS Masterworks
- Rossini, Cenerentola - Chailly/Bartoli/Dara/Corbelli, 1992 Decca
- Rossini, Guglielmo Tell - Chailly/Milnes/Pavarotti/Freni, 1979 Decca
- Rossini, Ouvertures - Chailly/National PO, Decca
- Rossini, Petite messe solennelle - Chailly/Dessì/Sabbatini, 1993 Decca
- Rossini, Rossini arias - Florez/Chailly/Orch. Sinf. Verdi di Milano, 2000 Decca
- Rossini, Turco in Italia - Chailly/Caballé/Ramey, 1982 CBS Masterworks
- Rossini, Turco in Italia - Chailly/Bartoli/Pertusi, 1997 Decca
- Rossini, Stabat mater - Barbara Frittoli/Giuseppe Sabbatini/Michele Pertusi/Netherlands Radio Choir/Riccardo Chailly/Royal Concertgebouw Orchestra/Sonia Ganassi, 2003 Decca
- Rossini Discoveries - Coro Di Milano Giuseppe Verdi/Orchestra Sinfonica di Milano Giuseppe Verdi/Riccardo Chailly, 2002 Decca
- Rossini: String Sonatas, etc. - Orchestra del Teatro Comunale di Bologna/Riccardo Chailly, 1992 Decca
- Rossini: Cantatas Vol. 2 - Cecilia Bartoli/Coro Filarmonico della Scala/Elisabetta Scano/Juan Diego Flórez/Orchestra Filarmonica della Scala/Paul Austin Kelly/Riccardo Chailly, 2001 Decca
- Schnittke, Concerti Grossi Nos. 3 & 4 - Riccardo Chailly/Royal Concertgebouw Orchestra, 1991 Decca
- Schoenberg, Gurre-Lieder - Chailly/Dunn/Becht/Fassbaender, 1985 Decca
- Schumann, Piano Concerto & Symphony No. 4 - Martha Argerich/Gewandhausorchester Leipzig/Riccardo Chailly, 2006 Decca
- Schumann, The Symphonies (arr. Mahler) - Gewandhausorchester Leipzig/Riccardo Chailly, 2008 Decca
- Schumann, Symphonies Nos. 1-4 - Riccardo Chailly/Royal Concertgebouw Orchestra, 2001 Amadeus
- Shostakovich, The Film Album - Chailly/Royal CGO, 1998 Decca
- Shostakovich, The Jazz Album/Jazz suites/Conc. pf. n. 1/Tahiti Trot - Brautigam/Masseurs/Chailly/CGO, 1992 Decca
- Shostakovich, The Dance Album - Riccardo Chailly/The Philadelphia Orchestra, 1996 Decca
- Stravinsky, The Rake's Progress - London Sinfonietta/Riccardo Chailly/Samuel Ramey, 1984 Decca
- Stravinsky: Apollon Musagète, Scherzo Fantastique, The Firebird Suite - Riccardo Chailly/Royal Concertgebouw Orchestra, 1997 Decca
- Stravinsky: Petrushka, Pulcinella - Riccardo Chailly/Royal Concertgebouw Orchestra, 1995 Decca
- Stravinsky: Histoire du soldat (suite), Renard - Riccardo Chailly/London Sinfonietta, 1983 Ricordi
- Stravinsky: Le Sacre du Printemps - Riccardo Chailly/RSO Berlin, 1982 RSO Berlin
- Stravinsky: Symphony of Psalms, Fireworks, The King of the Stars, The Song of the Nightingale - Berlin Radio Chorus/Radio-Symphonie-Orchester Berlin/Riccardo Chailly, 1985 Decca
- Varèse, The Complete Works - Asko Ensemble/Riccardo Chailly/Royal Concertgebouw Orchestra/Various Artists, 1998 Decca
- Verdi, Discoveries - Chailly/Orch. Verdi/Thibaudet, 2003 Decca
- Verdi, Macbeth - Chailly/Nucci/Verrett/Ramey, 1986 Decca
- Verdi, Rigoletto - Chailly/Pavarotti/Nucci, 1989 Decca
- Verdi, Viva Verdi. Ouvertures e preludi, Chailly/Filarmonica Scala, 2012 Decca
- Verdi Heroines - Angela Gheorghiu/Orchestra Sinfonica di Milano Giuseppe Verdi/Riccardo Chailly, 2000 Decca
- Vivaldi, Quattro stagioni/Conc. grossi - Gulli/Chailly/Filarm. Bologna, 1992 Decca
- Wagner, Overtures - Riccardo Chailly/Royal Concertgebouw Orchestra, 1995 Decca
- Walton: Façade - Stravinsky: Renard - Derek Hammond-Stroud/Jeremy Irons/London Sinfonietta/Neil Jenkins/Peggy Ashcroft/Philip Langridge/Riccardo Chailly/Robert Lloyd, 1989 Decca
- Zemlinsky: Die Seejungfrau, Psalms Nos. 13 & 23 - Ernst Senff Chamber Choir/Radio-Symphonie-Orchester Berlin/Riccardo Chailly, 1995 Decca
- Zemlinsky: A Florentine Tragedy - Mahler, A. Lieder - Albert Dohmen/Heinz Kruse/Iris Vermillion/Riccardo Chailly/Royal Concertgebouw Orchestra, 1997 Decca
- Zemlinsky: Lyrische Symphonie - Sinfonische Gesänge - Alessandra Marc/Håkan Hagegård/Riccardo Chailly/Royal Concertgebouw Orchestra/Sir Willard White, 1994 Decca
- Zemlinsky: Symphony No. 2 in B-flat & Psalm 23 - Radio-Symphonie-Orchester Berlin/Riccardo Chailly, 1989 Decca
- Bollani Chailly, Sounds of the 30's/Musica degli anni 30 - Ravel/Stravinsky/Weill/De Sabata, 2011 Decca
- Chailly, L'Arte di Riccardo Chailly - Chailly/RSO Berlin/CGO/Orchestra Verdi, 1984/2009 Decca
- Juan Diego Flórez, Rossini Arias - Coro Di Milano Giuseppe Verdi/Juan Diego Flórez/Orchestra Sinfonica di Milano Giuseppe Verdi/Riccardo Chailly, 2001 Decca
- Tenor Arias - Joseph Calleja/Orchestra Sinfonica di Milano/Riccardo Chailly, 2004 Decca

### DVD & BLU-RAY parziale
- Gershwin, Catfish Row/Conc. in fa/American in Paris/Rialto Ripples, - Bollani/Chailly/Filarmonica della Scala, 2013 Decca (dal concerto tenuto nel 2012 al Teatro alla Scala)
- Mahler, Symphony No. 2 - Chailly, Christiane Oelze (Soprano), Sarah Conolly (Mezzosoprano), Gewandhausorchester zu Leipzig, MDR Rundfunkchor, Berliner Rundfunkchor, GewandhausChor, 2011, Accentus Music & Blu-ray Disc
- Mahler, Symphony No. 4 - Chailly, Christina Landshamer (Soprano), Gewandhausorchester zu Leipzig, 2012, Accentus Music & Blu-ray Disc
- Mahler, Symphony No. 5 - Chailly, Gewandhausorchester zu Leipzig, 2013, Accentus Music & Blu-ray Disc
- Mahler, Symphony No. 6 - Chailly, Gewandhausorchester zu Leipzig, 2013, Accentus Music & Blu-ray Disc
- Mahler, Symphony No. 8 - Chailly, Erika Sunnegårdh (Soprano), Ricarda Merbeth (Soprano), Christiane Oelze (Soprano), Lioba Braun (Alto), Gerhild Romberger (Alto), Stephen Gould (Tenore), Dietrich Henschel (Baritono), Georg Zeppenfeld (Basso), Gewandhausorchester zu Leipzig, MDR Rundfunkchor, Chor der Oper Leipzig, GewandhausChor, Thomanerchor Leipzig, GewandhausKinderchor, 2011 (Gewandhausorchester zu Leipzig, 2013, Accentus Music & Blu-ray Disc
- Mahler, Symphony No. 9 - Chailly, Gewandhausorchester zu Leipzig, 2014, Accentus Music & Blu-ray Disc
- Puccini, Il trittico - Riccardo Chailly/Juan Pons/Barbara Frittoli/Leo Nucci/Nino Machaidze/Vittorio Grigolo, regia Luca Ronconi, Teatro alla Scala, 2008 Hardy Classic/RAI
- Puccini, Turandot - Chailly/Stemme/Agresta/Antonenko, 2015 Decca
- Verdi, Aida - Chailly/Urmana/Alagna, regia Franco Zeffirelli 2006 Decca & Blu-ray Disc
- Verdi, Macbeth - Chailly/Nucci/Verrett/Ramey, regia Claude D'Anna 1986 Decca
- Verdi, Rigoletto - Chailly/Wixell/Pavarotti, regia Jean-Pierre Ponnelle 1982 Deutsche Grammophon
- Verdi, Viva Verdi (Live, Teatro alla Scala, 11 febbraio 2013) - Chailly/Filarmonica Scala, Decca

## Onorificenze e riconoscimenti
- Membro onorario della "Royal Academy of Music" (1996)
- Insignito nel 2003 del Premio Feltrinelli per la Direzione d'Orchestra, conferito dall'Accademia dei Lincei.[3]

Nel 2015 Bachtrack ha inserito l’italiano al primo posto nella classifica dei migliori direttori d’orchestra viventi.